# Julien Absalon
Julien Absalon (Remiremont, 16 de agosto de 1980) es un deportista francés que compitió en ciclismo de montaña en la disciplina de campo a través.
Participó en cuatro Juegos Olímpicos de Verano, entre los años 2004 y 2016, obteniendo en total dos medallas de oro, en Atenas 2004 y Pekín 2008, ambas en la prueba de campo a través.
Ganó doce medallas en el Campeonato Mundial de Ciclismo de Montaña entre los años 1999 y 2019, y once medallas en el Campeonato Europeo de Ciclismo de Montaña entre los años 2002 y 2017.

## Biografía
En los Juegos Olímpicos de Atenas 2004 ganó la medalla de oro con un minuto de ventaja sobre el español José Antonio Hermida, y dos sobre el neerlandés Bart Brentjens. En Pekín 2008 ganó su segundo título olímpico, por delante de su compatriota Jean-Christophe Péraud y el suizo Nino Schurter.
Entre 2007 y 2012 compitió con el equipo vasco Orbea, en la sección de montaña. Se proclamó cinco veces campeón mundial (2004, 2005, 2006, 2007 y 2014) y seis veces campeón europeo (cinco individual y una por equipo mixto).
Por su trayectoria, fue nombrado caballero de la Legión de Honor (2004) y oficial de la Orden Nacional del Mérito. Además, ganó el premio Bicicleta de Oro Francesa en 2004, 2005, 2006 y 2007.

## Medallero internacional
| Juegos Olímpicos   | Juegos Olímpicos              | Juegos Olímpicos  | Juegos Olímpicos           |
| Año                | Lugar                         | Medalla           | Competición                |
| ------------------ | ----------------------------- | ----------------- | -------------------------- |
| 2004               | Atenas (Grecia)               | Medalla de oro    | Campo a través             |
| 2008               | Pekín (China)                 | Medalla de oro    | Campo a través             |
| Campeonato Mundial |                               |                   |                            |
| Año                | Lugar                         | Medalla           | Competición                |
| 1999               | Åre (Suecia)                  | Medalla de plata  | Campo a través por relevos |
| 2002               | Kaprun (Austria)              | Medalla de plata  | Campo a través por relevos |
| 2004               | Les Gets (Francia)            | Medalla de oro    | Campo a través             |
| 2005               | Livigno (Italia)              | Medalla de oro    | Campo a través             |
| 2006               | Rotorua (Nueva Zelanda)       | Medalla de oro    | Campo a través             |
| 2007               | Fort William (Reino Unido)    | Medalla de oro    | Campo a través             |
| 2009               | Camberra (Australia)          | Medalla de plata  | Campo a través             |
| 2011               | Champéry (Suiza)              | Medalla de bronce | Campo a través             |
| 2014               | Hafjell/Lillehammer (Noruega) | Medalla de oro    | Campo a través             |
| 2015               | Vallnord (Andorra)            | Medalla de plata  | Campo a través             |
| 2016               | Nové Město (República Checa)  | Medalla de bronce | Campo a través             |
| 2019               | Mont-Sainte-Anne (Canadá)     | Medalla de bronce | Campo a través (b. e.)     |
| Campeonato Europeo |                               |                   |                            |
| Año                | Lugar                         | Medalla           | Competición                |
| 2002               | Zúrich (Suiza)                | Medalla de oro    | Campo a través por relevos |
| 2003               | Graz (Austria)                | Medalla de plata  | Campo a través             |
| 2005               | Kluisbergen (Bélgica)         | Medalla de plata  | Campo a través             |
| 2006               | Lamosano (Italia)             | Medalla de oro    | Campo a través             |
| 2007               | Capadocia (Turquía)           | Medalla de plata  | Campo a través             |
| 2011               | Dohňany (Eslovaquia)          | Medalla de plata  | Campo a través             |
| 2013               | Berna (Suiza)                 | Medalla de oro    | Campo a través             |
| 2014               | St. Wendel (Alemania)         | Medalla de oro    | Campo a través             |
| 2015               | Chies d'Alpago (Italia)       | Medalla de oro    | Campo a través             |
| 2016               | Huskvarna (Suecia)            | Medalla de oro    | Campo a través             |
| 2017               | Darfo Boario (Italia)         | Medalla de plata  | Campo a través             |

## Equipos
- Bianchi (2000-2006)
- Orbea (2007-2012)
- BMC MTB Racing Team (2013-2015)